# Perm (geologi)
 For alternative betydninger, se Perm. (Se også artikler, som begynder med Perm)
Perm er den geologiske periode fra omkring 299,0 til 251,0 millioner år siden, mellem Karbon og Trias, hvor krybdyrene bredte sig. Starten af Perm defineres ved første optræden af conodonten Streptognathodus wabaunsensis og sidste optræden af ammonitslægten Prouddenites
I slutningen af Permtiden sker den største masseuddøen, hvor måske op til 95% af alle arter uddøde.
Danmark lå i Perm på samme breddegrad som det nuværende Sahara. Samtidig var Danmark ikke et havområde, som det ofte har været, men derimod tør landjord. I Tidlig Perm var der et ørkenlandskab med efterfølgende arkose/sandstensaflejringer kaldet Rotliegendes. I Sen Perm var Danmark et sabkha-miljø dvs. ørkenlandet periodisk blev overskyllet med havvand og grundet landets lave breddegrad og det meget lave vand, fordampede Solen vandet og efterlod kalk CaCO3, gips CaSO4 . 2H2O, anhydrit CaSO4, store mængder af stensalt NaCl og i få tilfælde kalisalte KCl. Disse cykliske evaporitter kaldes for Zechstein og vidner om fem mere eller mindre komplette inddampninger af havvand.
Da stensalt har en massefylde på 2,2 kg/liter og sedimentære bjergarter massefylder på 2,3 til 2,6 kg/liter, har saltet lige siden prøvet at nå oven på de efterfølgende aflejringer. Dette sker i form af saltpuder og saltdiapirer. Halokinesen danner oliefælder, der gør olieindvinding rentabel, da olien koncentreres i mindre områder.

## Planteliv
I Perm kom de første frøplanter (nøgenfrøede gingkoer) og neoptere insekter (foldevinger f.eks. biller). Fra slutningen af Perm kendes der første fossiler af Voltziaceae hvorfra alle nåletræer på den nordlige halvkugle nedstammer.